# Realm Royale
Realm Royale est un jeu vidéo de tir à la troisième personne free-to-play de type battle royale développé par le studio Heroic Leap Games et édité par Hi-Rez Studios. Il se déroule dans l'univers de Paladins et devait d'ailleurs s'appeler Paladins: Battlegrounds à l'origine.
Le jeu est sorti en accès anticipé le 5 juin 2018 sur Steam, le 22 janvier 2019 sur PlayStation 4 et Xbox One et le 20 juin 2019 sur Nintendo Switch.
Ses serveurs sont fermés le 17 février 2025.

## Système de jeu
Realm Royale est un battle royale à la troisième personne qui parachute 100 joueurs sur une grande carte, leur permettant de récolter des armes et capacités pour survivre au combat. Un brouillard mortel réduit progressivement l'aire de jeu, jusqu'à ce qu'il ne reste plus qu'un survivant, qui remporte la partie.

### Classes
Realm Royale se différencie de la concurrence (Fortnite, PUBG...) puisque c'est un class-based shooter. En effet, il permet le choix entre 5 classes, chacune disposant d'un passif, d'armes et de compétences qui lui sont propres :
- Le Guerrier, qui est robuste[2]
- L'Assassin, spécialisé dans la furtivité[3]
- Le Chasseur, pour jouer à longue distance[4]
- Le Mage, qui lance des sorts à distance[5]
- L'Ingénieur, expert dans la construction de tourelles ou de barricades[6]

### Autres spécificités

#### Auto-réanimation
Realm Royale a été le premier battle royale à proposer un système d'auto-réanimation, puisque lorsque le joueur voit ses points de vie tomber à zéro, il se transforme en poulet. S'il survit 15 secondes, il reprend forme humaine avec 75 % de sa barre de vie.

#### Monture
Comme sur Paladins, les joueurs disposent d'une monture qu'ils peuvent utiliser à tout moment pour se déplacer plus vite.

#### Forge
Contrairement aux autres battle royale, Realm Royale permet de recycler les objets (armes, compétences et pièces d'armure) indésirables et de les convertir en éclats. Ces éclats peuvent être utilisés dans les différentes forges de la carte pour fabriquer des potions, des armes, des compétences ou des éléments d'armure. Il est même possible d'améliorer notre équipement,.

## Développement
Le 4 janvier 2018, lors de l'Hi-Rez Expo 2018, est annoncé Paladins: Battlegrounds, qui serait "le premier hero-shooter [de type] battle-royale". Il combinerait des "combats tournant autour des capacités avec un gameplay de survie et un cadre fantasy pour créer quelque chose de nouveau", faisant ainsi s'affronter 100 joueurs sur une carte "300 fois plus grande qu'une carte "Siège" de Paladins". Les parties se feraient par équipe, offriraient des montures pour se déplacer et dureraient 20 minutes. La branche Evil Mojo d'Hi-Rez Studios publie d'ailleurs à cette occasion un trailer sur sa chaîne YouTube. Le week-end qui suit, une version alpha anticipée est jouable à l'Hi-Rez Expo.

### Sortie
Realm Royale sort le 5 juin 2018 en accès anticipé sur Steam et attire un peu plus de 9 000 joueurs. À cette occasion, le studio de développement Evil Mojo publie une bande-annonce sur sa chaîne YouTube et tient un "stream continu de plus de 130 heures" avec des développeurs et des membres de la communauté. Le jeu passe en bêta fermée le 13 décembre 2018, puis en bêta ouverte le 22 janvier 2019.
Le jeu débarque en bêta fermée sur PlayStation 4 et Xbox One fin juillet 2018, permettant aux joueurs tirés sort sur le site officiel de mettre la main sur ce battle royale. Le 22 janvier 2019, le shooter ouvre enfin ses portes à tout le monde en lançant une bêta ouverte. Par ailleurs, la fonction crossplay permet de connecter joueurs PC et Xbox One et Heroic Leap Games offre même aux abonnés PlayStation Plus et Discord Nitro le nouveau passe de combat "Ombre et acier", ainsi que le skin exclusif "Gourmandise" pour la forme de poulet. Enfin, deux armes supplémentaires sont ajoutées au catalogue : le fusil d'assaut et le pistolet-mitrailleur.
Realm Royale sort en bêta fermée sur Nintendo Switch le 24 mai 2019, accessible seulement pour les joueurs s'étant procuré le pack Fondateur sur le Nintendo eShop,. Le jeu est ensuite rendu disponible gratuitement sur Switch le 20 juin 2019, sans abonnement Nintendo Online nécessaire. Le crossplay intégré permet de jouer avec les joueurs PC et Xbox One,,.

### Fermeture
À la suite de la réorganisation et des licenciements subis par Hi-Rez en octobre 2024, l'entreprise annonce la fermeture de Realm Royale Reforged qui aura finalement lieu le 17 février 2025. Le jeu est alors retiré des magasins numériques et ses serveurs sont arrêtés,,.

## Mises à jour
Début de l'accès anticipé sur Steam : 5 juin 2018
- Version AA1.173 : 7 juin 2018[25]
- Version AA1.175 : 8 juin 2018[26]
- Version AA2 : 14 juin 2018[27]
- Version AA3 : 20 juin 2018[28]
- Version AA4 : 4 juillet 2018
- Version AA7 ("Rêve prismatique") : 31 juillet 2018[29]
- Version AA8 : 1er septembre 2018[30]
- Version AA9 ("Poulets en guerre") : 14 septembre 2018[31]
- Version AA10 : 26 septembre 2018[32]
- Version AA11 : 3 octobre 2018[33]
- Version AA12 : 16 octobre 2018[34]
- Version AA13 : 26 octobre 2018[35]

Passage en bêta fermée : 13 décembre 2018
- Version 14 ("Ombres et acier") : janvier 2019[36]

Passage en bêta ouverte : 22 janvier 2019 
- Version OB15 : février 2019[37]
- Version OB16 ("Sombre Royaume") : février 2019[38]
- Version OB17 ("En terre inconnue") : mars 2019[39]
- Version Beta 18 ("Panique à Flingoville") : avril 2019[40]
- Version OB19 : mai 2019[41]
- Version OB20 ("Éternel conflit") : juin 2019[42]
- Version OB21 ("Les poulets contre-attaquent") : juillet 2019[43]
- Version OB22 ("Coqmando") : octobre 2019[44]
- Version OB23 ("Au diable les poulets") : février 2020[45]

Le 22 août 2022, Heroic Leap Games sort une grosse mise à jour et renomme le jeu Realm Royale Reforged,.
- Version "Pixels & profondeurs" : 29 novembre 2022[48]
- Version "La guerre du Royaume" : 26 avril 2023[49]
- Version "Bagarre dans le blizzard" : 17 mai 2023[50]
- Version "Time Shattered Isle" : 3 août 2023[51]

## Esport
Le 18 juillet 2018, Hi-Rez annonce la création d'une scène compétitive, le Realm Royale Invitational, avec la mise en place de tournois hebdomadaires les mardis et mercredis. Les participants, des joueurs de rang master, des favoris de la communauté et des streamers, sont sélectionnés par invitation et les vainqueurs remportent 10 000$. Les tournois ont lieu en Amérique du Nord et en Europe et sont diffusés en direct sur Twitch et Mixer. 
À côté de cela, le youtubeur et streamer américain Keemstar s'est associé à Hi-Rez pour organiser des tournois le jeudi, avec 100 000$ à la clé,,,.

## Réception

### Fréquentation
Durant la semaine de lancement de Realm Royale, en juin 2018, le jeu enregistrait jusqu'à 105 000 connexions simultanées. Cela s'explique notamment par la présence de gros streamers, tels que Ninja ou Gotaga. Entre le début de son accès anticipé, le 5 juin 2018, et sa sortie en bêta fermée sur consoles de salon le 24 juillet, il aurait attiré près de 4 millions de joueurs. 
En août 2018, le jeu a déjà perdu 93% de ses joueurs réguliers, avec des pics avoisinant les 7 000. Certains reprochent à Heroic Leap Games de ne pas écouter les retours de la communauté, notamment avec la suppression du mode solo et le passage d'équipes de 4 à 6 joueurs. 
Durant les 6 premiers mois de sa distribution sur PC uniquement, 30 000 personnes en moyenne étaient connectées au jeu jusqu'à sa stabilisation à environ 2 500 en décembre, malgré un creux à tout juste 1 200 en octobre.